# Pholcus gaoi
Pholcus gaoi är en spindelart som beskrevs av Song och Ren 1994. Pholcus gaoi ingår i släktet Pholcus och familjen dallerspindlar. Inga underarter finns listade i Catalogue of Life.